# Opatów
Opatówⓘ é um município no sudeste da Polônia. Pertence à voivodia da Santa Cruz, no condado de Opatów. É a sede da comuna urbano-rural de Opatów.
Estende-se por uma área de 9,4 km², com 5 875 habitantes, segundo o censo de 31 de dezembro de 2024, com uma densidade populacional de 628 hab./km².
Entre 1975 e 1998, a cidade pertenceu administrativamente à voivodia de Tarnobrzeg.

## Localização
Opatów está localizada na região montanhosa de Sandomierz, em colinas entre 200 e 300 m acima do nível do mar. Nas proximidades estão as cadeias Jeleniowskie e Iwaniskie das montanhas Świętokrzyskie. O rio Opatówka atravessa a cidade, dividindo-a em duas partes e cortando um vale profundo.
Historicamente, a cidade pertencia à Terra de Sandomierz na Pequena Polônia.

## História

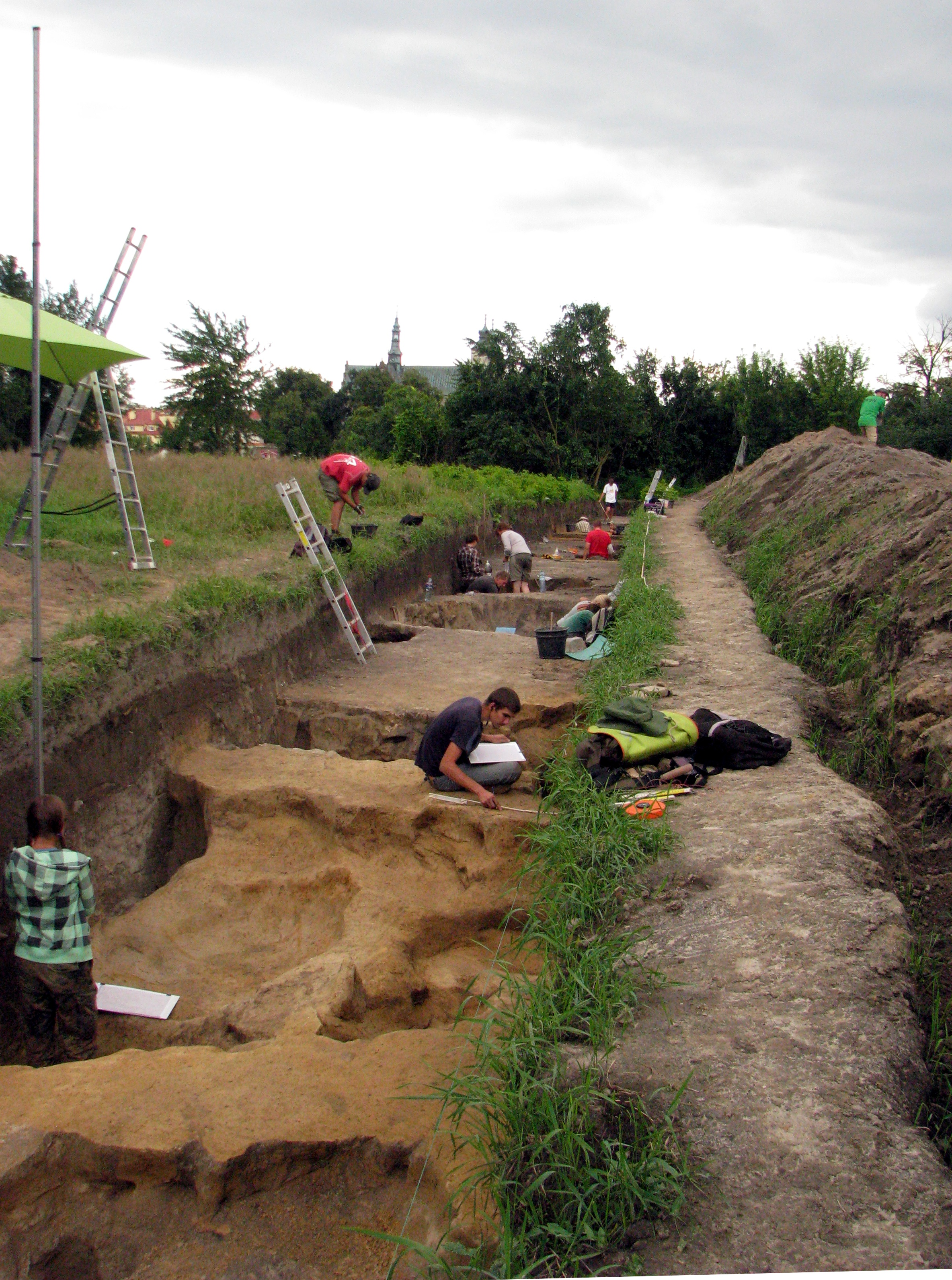
Assentamento Żmigród — perfil da muralha, restos de casas e fragmentos de cerâmica dos séculos XII e XVIII

### Żmigród Opatowski (assentamento fortificado)
A fase mais antiga de assentamento em Żmigród é evidenciada principalmente por fragmentos de cerâmica do final do Neolítico e do início da Idade do Bronze, bem como pelos restos de vários edifícios destruídos (fossas?). Provavelmente era um castro e um centro urbano fundado na estrutura administrativa e econômica do Estado dos primeiros piastas.
Os primórdios do assentamento no atual território da cidade datam da virada dos séculos X e XI. Um castro chamado Żmigród foi provavelmente fundado no final do século X ou no início do século XI.
Originalmente, o castro estava localizado na parte norte da cidade atual. Ele tinha a forma de um promontório com subsolo de loesse, uma área de 1 hectare e construído na margem alta do rio Opatówka, anteriormente conhecido como Łukawa. Estava localizado em uma colina ao redor do mosteiro bernardino, onde os arqueólogos descobriram vestígios de desenvolvimento urbano dos séculos XI-XIII. Também foi lá que o primeiro templo da cidade foi construído, uma igreja no plano de uma rotunda românica, provavelmente dedicada à Virgem Maria.

### Idade Média

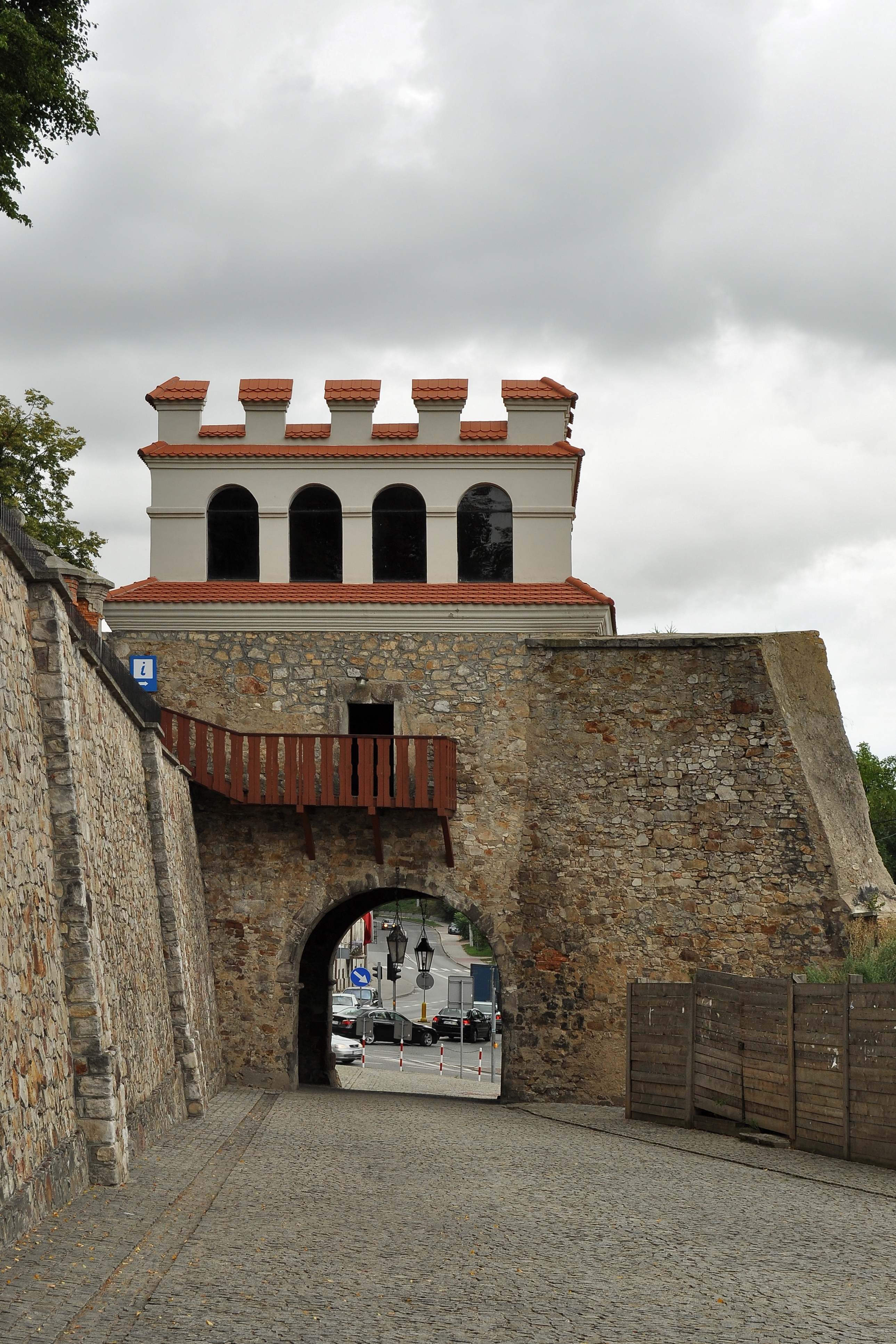
Restos das muralhas da cidade com o Portão de Varsóvia

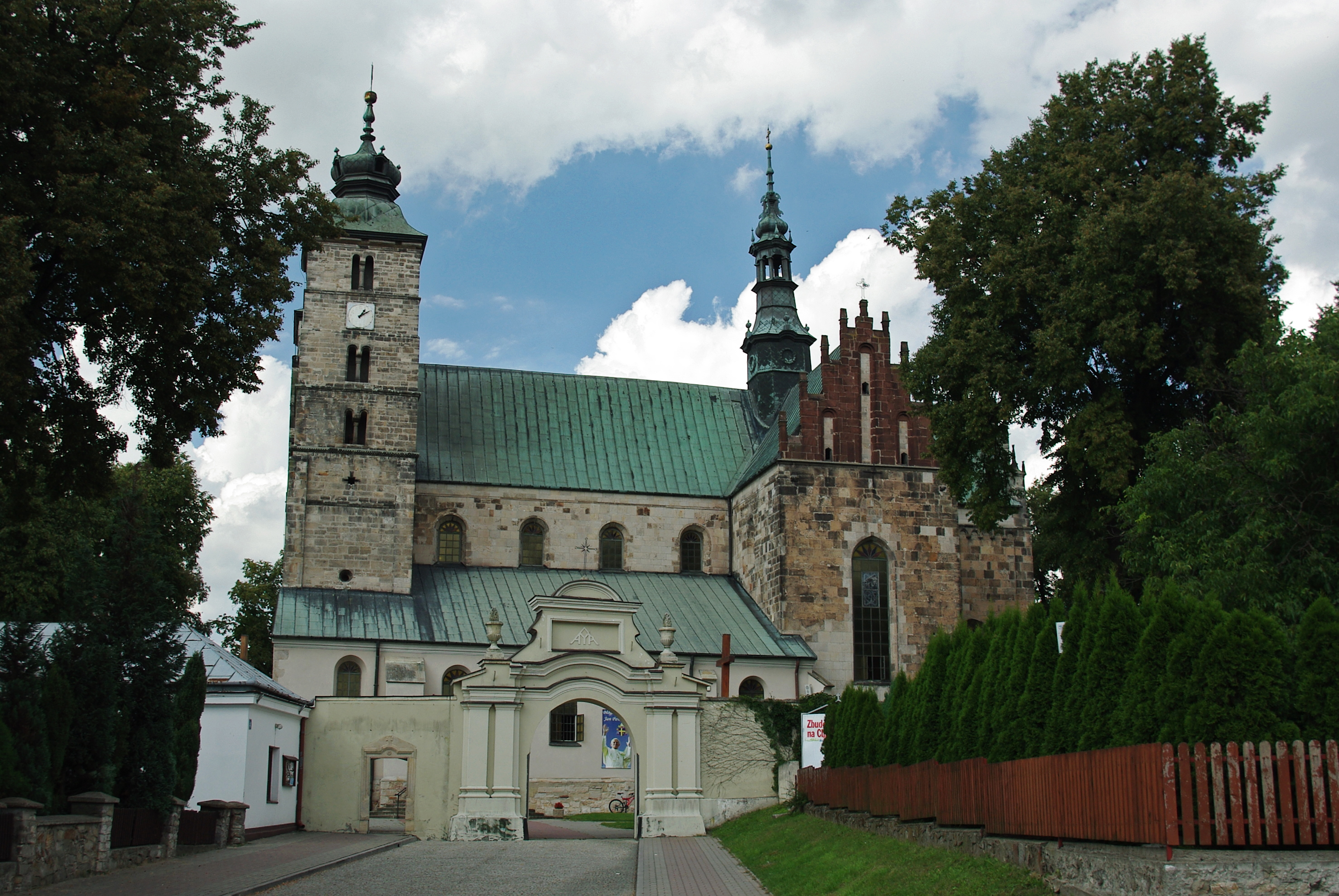
Igreja colegiada românica de São Martinho (século XII)

O novo nome “Opatów” aparece pela primeira vez em um documento de Casimiro, o Justo, datado de 1189. Há indicações (por exemplo, uma menção na crônica de Jan Długosz) de que Opatów foi a primeira comenda polonesa dos Templários fundado durante o reinado de Henryk Sandomierski, que participou das cruzadas à Terra Santa ao lado dos Cavaleiros Templários. Os restos do mosteiro templário são considerados a atual igreja colegiada de São Martinho.
Presume-se que, por volta de 1237, Opatów e uma dezena de vilarejos tornaram-se propriedade dos bispos de Lebus pelo duque Henrique I, o Barbudo. Em 1282, os bispos obtiveram um privilégio do duque Leszek, o Negro, que lhes permitiu conceder a lei alemã a vilarejos e cidades − esse documento é considerado um ato idêntico (embora fundamentalmente diferente de atos semelhantes daquele período) à concessão da lei de Magdeburgo a Opatów − foi a primeira fundação no território do castro (Żmigród), a segunda fundação ocorreu por volta de 1328 e estava ligada à transferência para a margem oposta do rio Opatówka.
A cidade manteve a obrigação de conceder de prover hospedagem ao governante que passava, sua comitiva, dignitários e funcionários inferiores. Do século XV até a perda da independência, Opatów foi a sede dos sejmiks da antiga voivodia de Sandomierz. Foi também aqui, no século XV, que se realizou o tribunal de terras para a nobreza dos arredores.
Durante a invasão tártara em 1502, ela foi quase completamente destruída. Em 1514, a propriedade de Opatów foi comprada pelo Grão-Chanceler da Coroa, Krzysztof Szydłowiecki. Naquela época, a cidade foi fortificada (restos das muralhas da cidade com o único portão sobrevivente — o Portão de Varsóvia — sobreviveram a esse período). Após a morte de Szydłowiecki, a cidade pertenceu sucessivamente aos Tarnowskis, aos Ostrogskis, aos Lubomirskis, aos Potockis e aos Karskis, e permaneceu como propriedade privada até 1864.

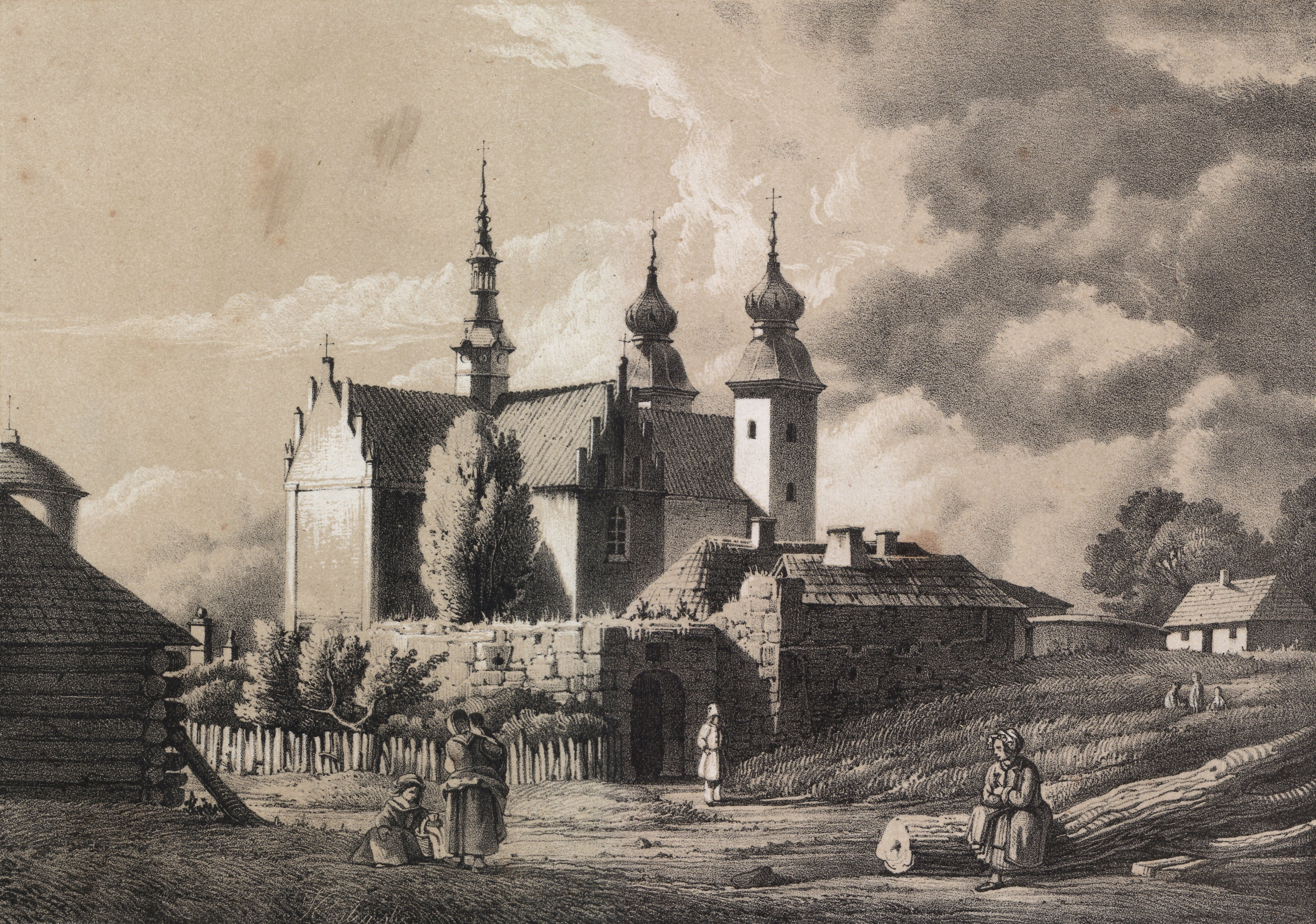
Opatów (igreja colegiada) na litografia de Julian Cegliński

A cidade em 1576–1578 pertencia ao duque Mikołaj Krzysztof Radziwiłł, cunhado de Mikołaj Buczacki-Tworowski.
Em 1760, o rei Augusto III nomeou Pejsak Chaimowicz, morador de Opatów, como curador real para assuntos judaicos e cobrança de dívidas na corte de Varsóvia.

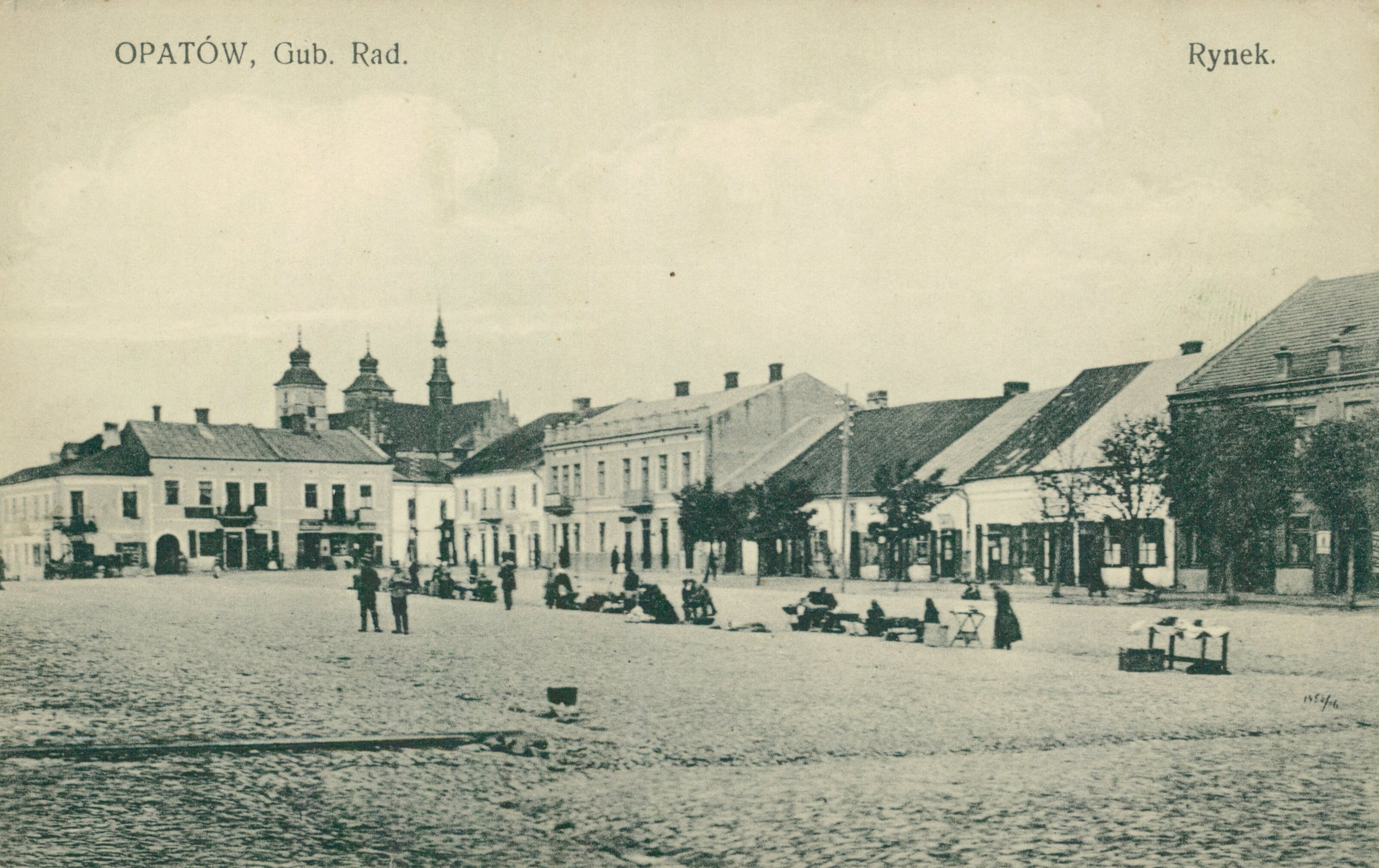
Praça principal ca. 1910–1914

No século XVIII, Opatów tornou-se um refúgio para muitos gregos que buscaram refúgio nas terras do Reino da Polônia contra a perseguição turca. Eles obtiveram permissão para fundar templos e realizar cultos no rito bizantino. Já em 1778, uma paróquia ortodoxa de São Nicolau foi fundada na cidade, e transferida para Radom em 1837. Durante a Revolta de Janeiro, a cidade foi o local de uma batalha entre as tropas do Segundo Corpo do general Józef Hauke-Bosak e os russos. Opatów mudou de mãos muitas vezes durante a Revolta de Janeiro. As tropas do general Bosak capturaram Opatów em 25 de novembro de 1863, e somente o tenente Tyszkiewicz morreu. Armas e munições foram capturadas. O segundo ataque, em 21 de fevereiro de 1864, não foi bem-sucedido. A Batalha de Opatów entrou para a história como a maior e, ao mesmo tempo, a última batalha insurgente.

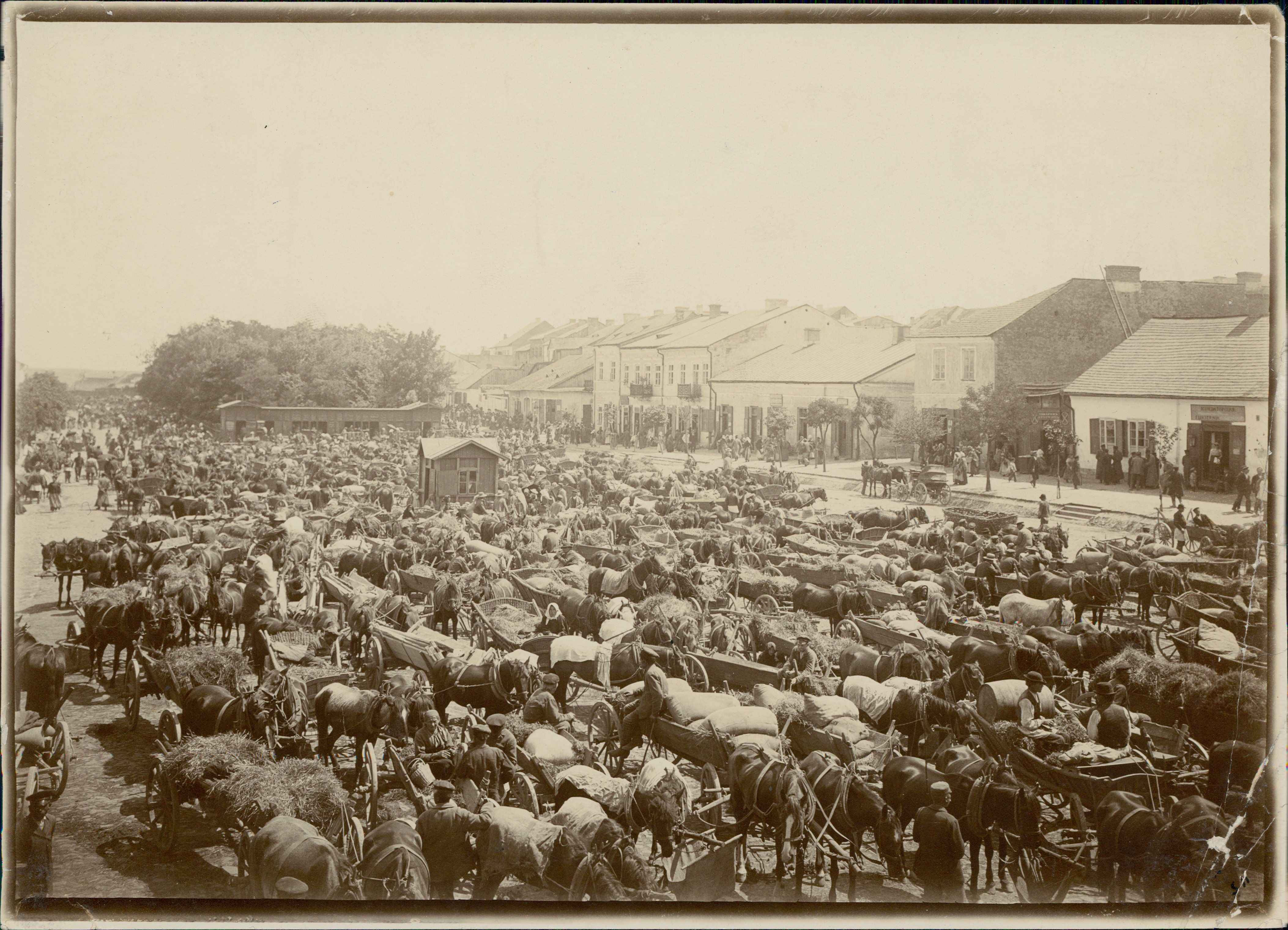
Feira na praça principal em Opatów. ca. 1914

No período entre guerras, Jarosław Iwaszkiewicz visitou Opatów e a descreveu em suas Viagens na Polônia. No vilarejo de Zochcin, a dois quilômetros de Opatów, nasceu o escritor Stanisław Czernik, que dá nome à biblioteca do condado. Em outro vilarejo próximo, Małoszyce, nasceu Witold Gombrowicz, autor do romance Ferdydurke. Um busto do escritor pode ser encontrado em uma praça no centro da cidade.

### Segunda Guerra Mundial
Durante a Segunda Guerra Mundial, Opatów era uma área de atividade clandestina ativa. Na noite de 12 para 13 de março de 1943, um destacamento da “Jędrusie”, com a participação de partidários locais do Exército da Pátria, realizou uma operação bem-sucedida para libertar 82 prisioneiros da prisão local. De agosto de 1944 a 16 de janeiro de 1945, o prefeito de ocupação de Opatów foi Bruno Motschall.

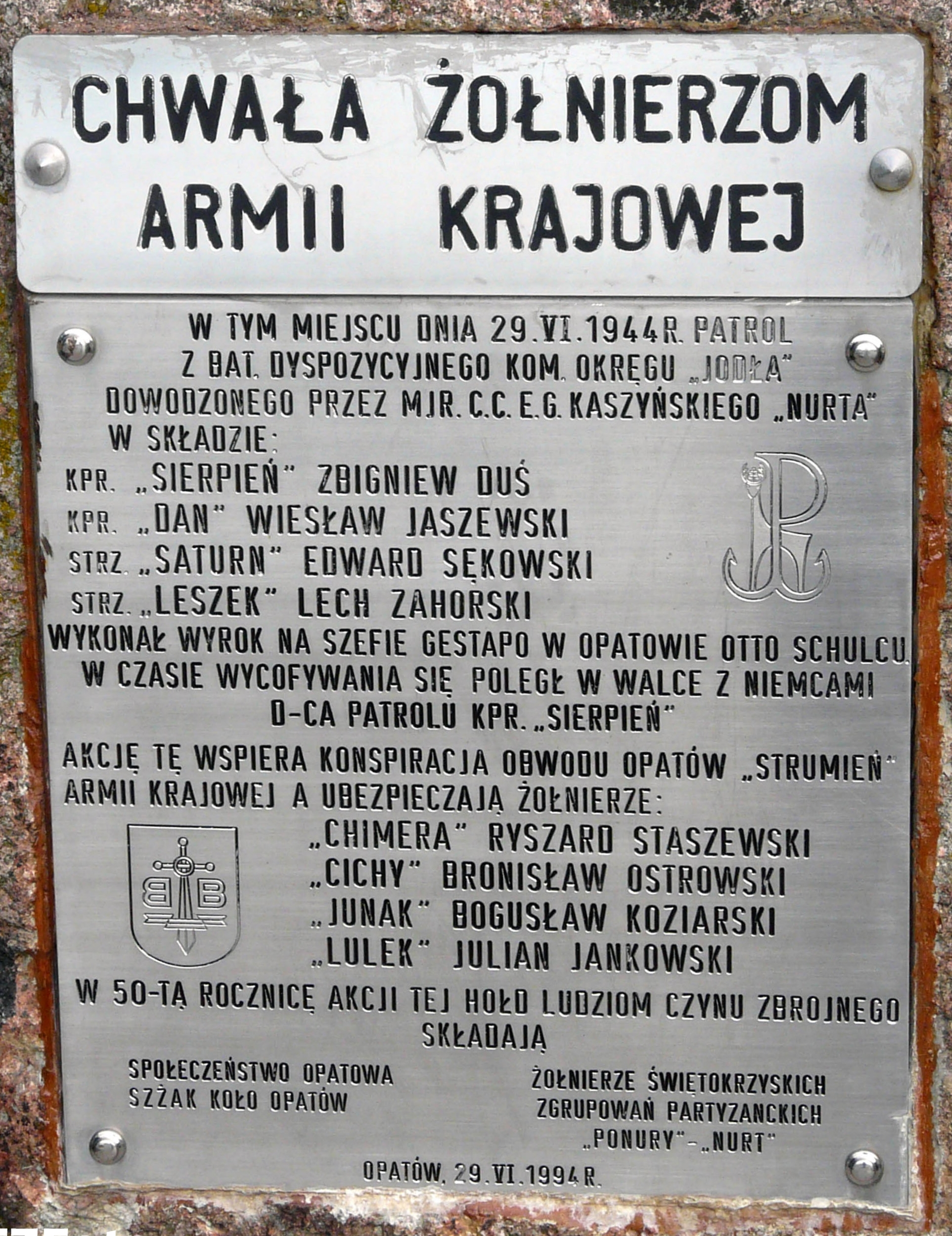
Comemoração dos feitos do Exército Nacional

Durante a ocupação nazista, os alemães criaram um gueto para os residentes judeus em 6 de abril de 1941. Ele abrigava cerca de 7 mil judeus de Opatów e deportados de outros lugares (inclusive Viena). Em 21 de outubro de 1942, a maioria dos judeus foi levada para o campo de extermínio de Treblinka II e assassinada lá.
Como resultado das repressões do ocupante alemão, a população de Opatów diminuiu em 50%.
Em agosto de 1944, o Exército Vermelho chegou à área de Opatów como parte da Ofensiva Lviv-Sandomir, lutando para estender a cabeça de ponte de Baranów Sandomierski. Durante os combates ocorridos em agosto de 1944 na área de Opatów, o Herói da União Soviética, major Stepan Posziwalnikov, comandante de um esquadrão de assalto do 2.º Exército Aerotransportado , foi morto. No entanto, Opatów não foi capturada pelo Exército Vermelho até 16 de janeiro de 1945, durante a ofensiva de janeiro.

### Período pós-guerra
Após a guerra, o setor de processamento — alimentício e têxtil — se desenvolveu na cidade. Foi construído um novo conjunto habitacional com o nome de Mikołaj Kopernik, bem como a Casa Municipal da Cultura. Em 1964, no 20.º aniversário da República Popular da Polônia, um monumento aos heróis da Terra de Opatów foi erguido na praça do mercado e, em 1965, um monumento aos professores assassinados durante a ocupação foi inaugurado em frente ao prédio da escola secundária local.
Atualmente, a cidade perdeu sua importância. Em duas décadas (1998-2018), a população de Opatów diminuiu em 12,6%.

## Comunidade judaica em Opatów
Opatów foi a primeira cidade da voivodia de Sandomierz a ser habitada por judeus. Os privilégios foram concedidos a eles em 1545 pelo Hetman, o Grande da Coroa, Jan Amor Tarnowski, que era o então prefeito de Sandomierz e proprietário de Opatów.
Na primeira metade do século XVI, um cemitério judaico foi construído na atual rua Kopernika, e uma sinagoga foi edificada no século XVII.
No início da década de 1920, quase 5 500 judeus viviam em Opatów, que era chamada de “Apt” em iídiche. Um dos moradores mais famosos de Opatów foi o rabino Abraham Joshua Heschel, chamado de rabino de Opatów, discípulo de Elimelech de Lezajsk e uma autoridade entre os tsadic. O pintor popular Mayer Kirshenblatt também veio de Opatów.
Durante a Segunda Guerra Mundial, o Gueto de Opatów, criado pelos nazistas, foi instalado em Opatów, que se localizava na área das ruas Joselewicza, Zatylna, Wąska e Starowałowa. Cerca de 10 mil judeus foram mantidos no gueto. O local foi destruído durante o Holocausto, enquanto 8 mil habitantes do gueto foram enviados para o campo de extermínio nazista alemão em Treblinka, em outubro de 1942, e outros 2 mil foram enviados para campos de trabalho dos quais nunca retornaram.

Praça principal de Opatów
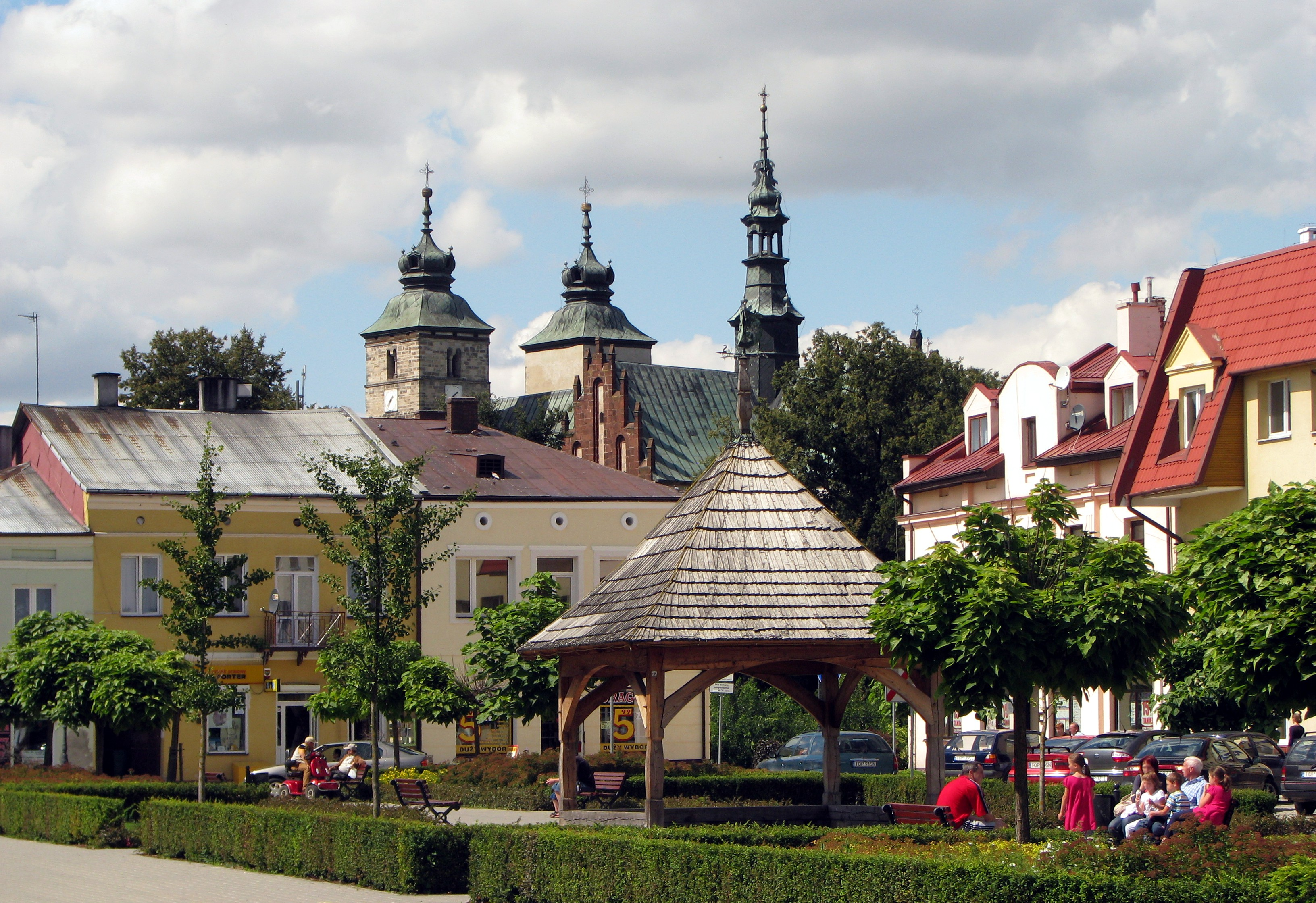
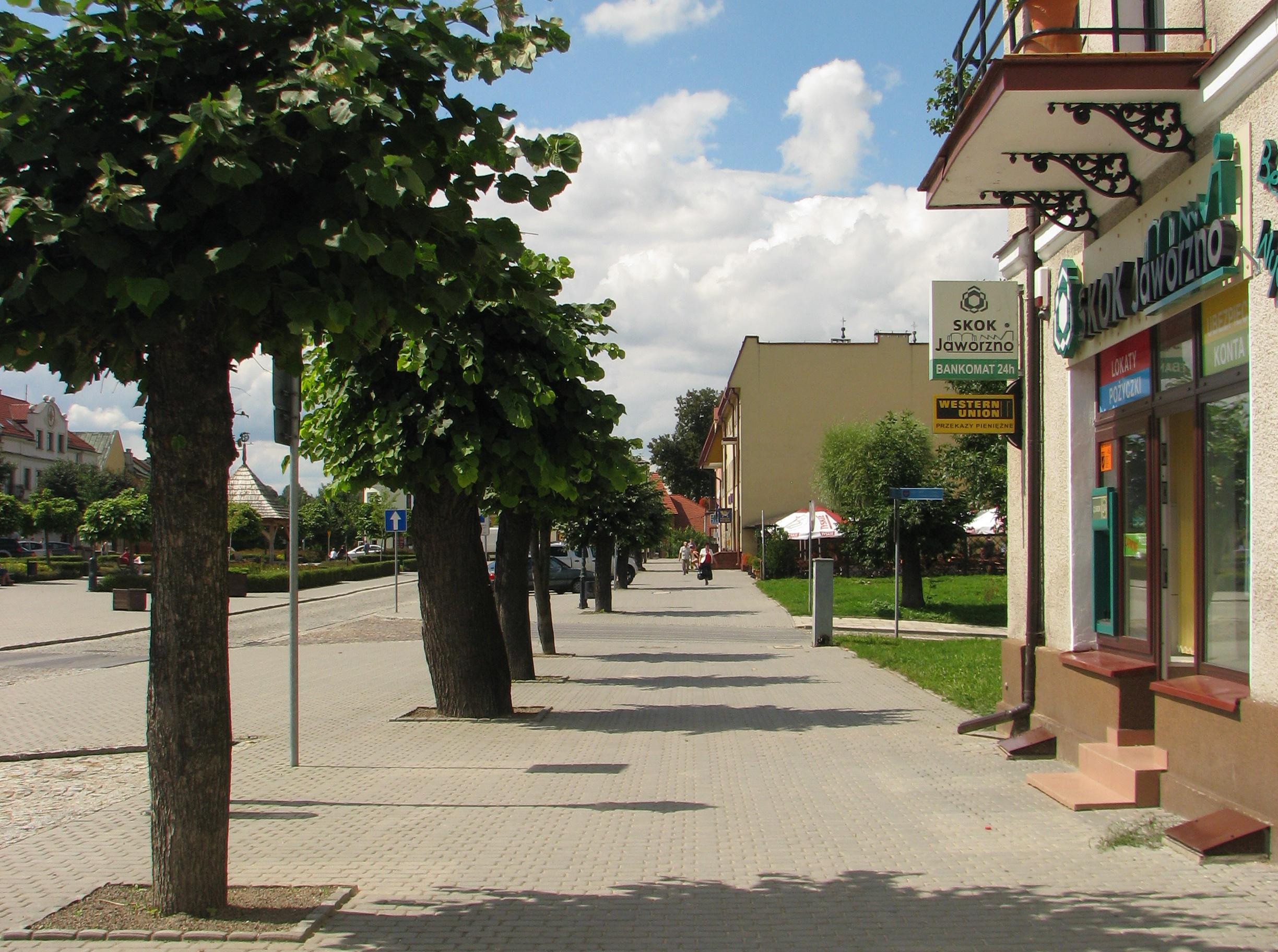
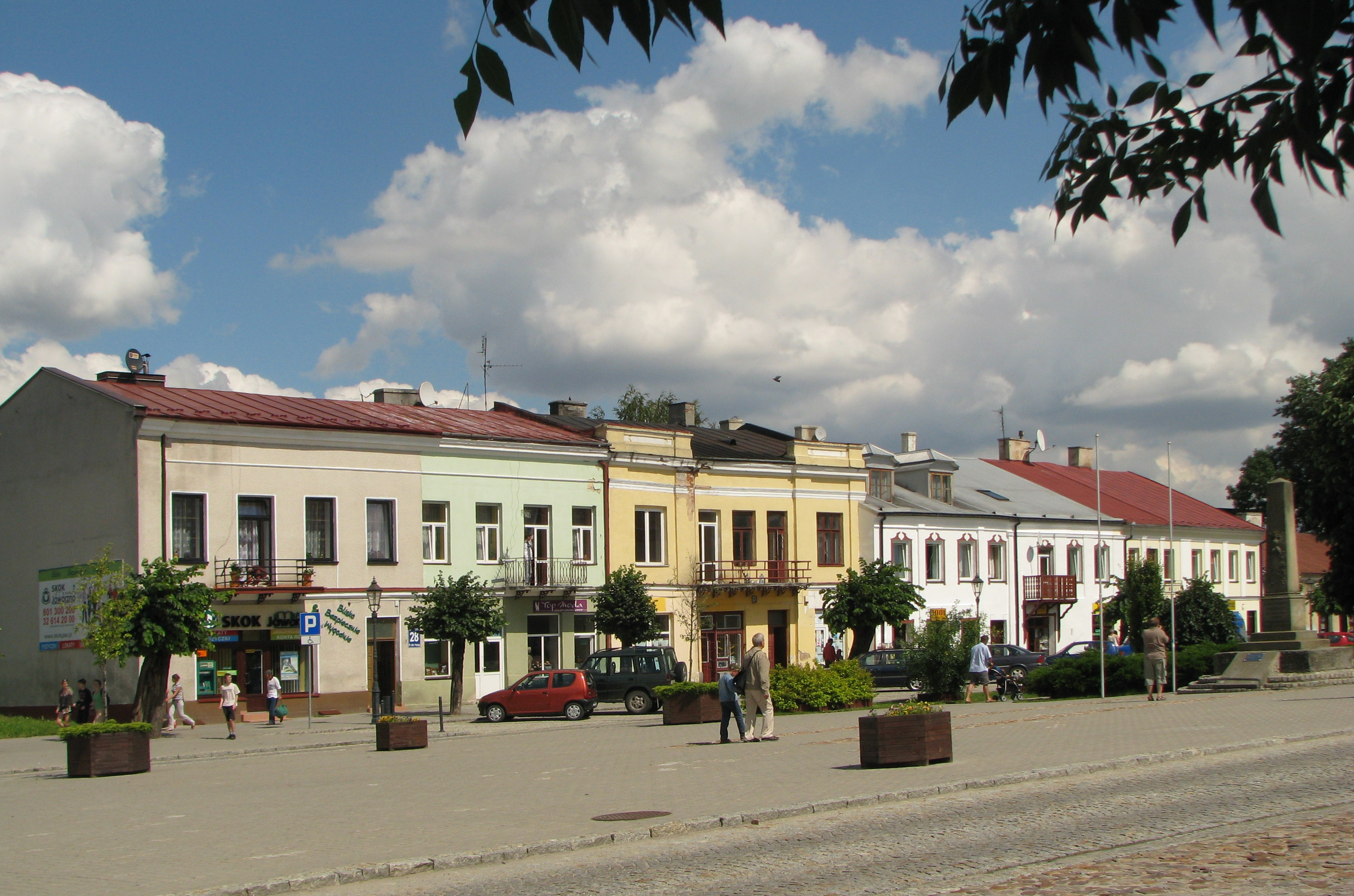
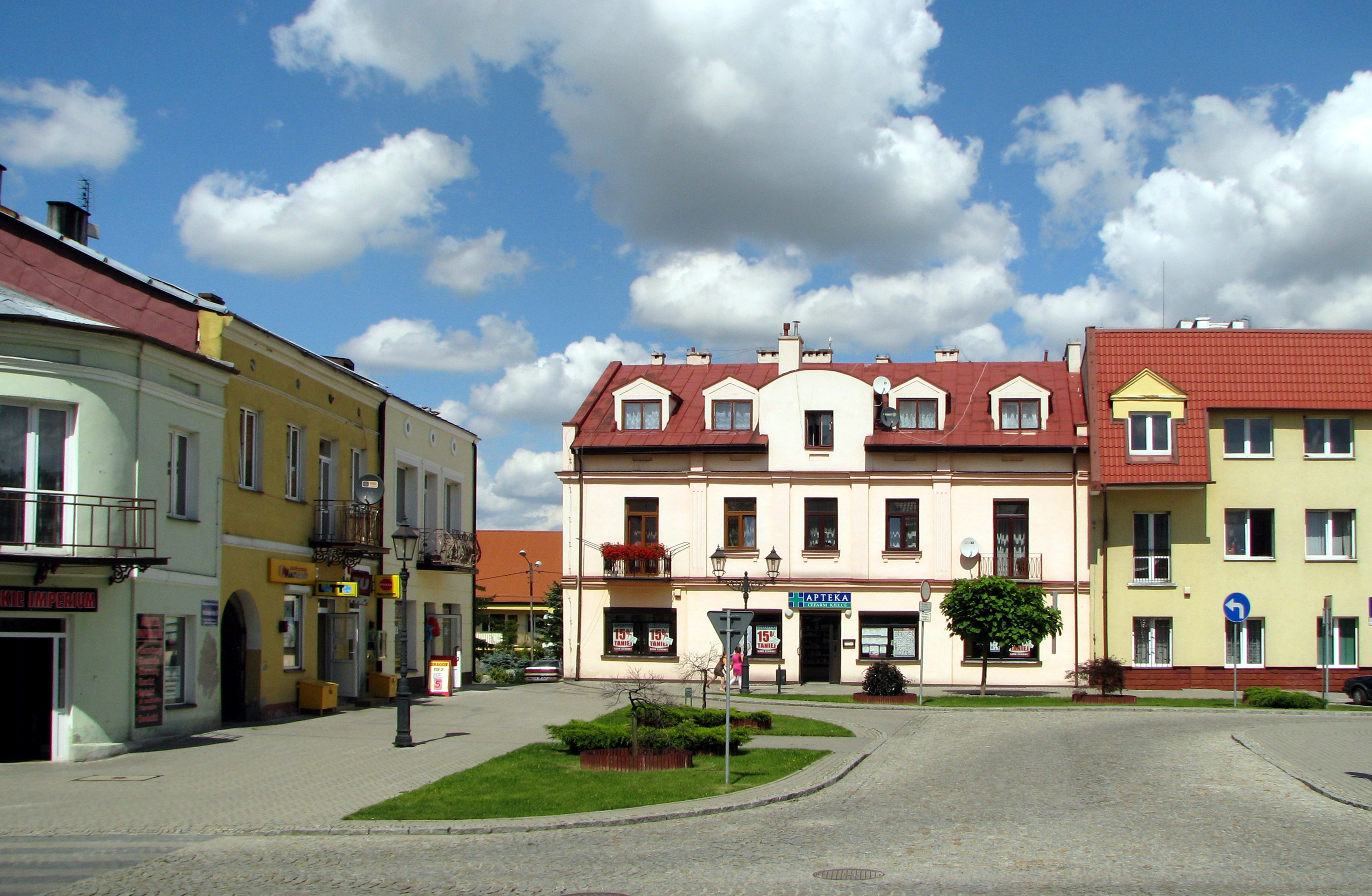

## Transporte
- Estrada nacional n.º 9 ( E371 (rota europeia)): Radom – Rzeszów
- Estrada nacional nº 74: Walichnowy – Wieluń – Bełchatów – Piotrków Trybunalski – Kielce – Opatów – Kraśnik – Zamość – Hrubieszów – Zosin – fronteira do país
- Estrada provincial n.º 757: Opatów – Stopnica

## Demografia
Conforme os dados do Escritório Central de Estatística da Polônia (GUS) de 31 de dezembro de 2024, Opatów é uma cidade pequena com uma população de 5 875 habitantes (15.º lugar na voivodia de Santa Cruz e 518.º lugar na Polônia), tem uma área de 9,4 km² (28.º lugar na voivodia de Santa Cruz e 643.º lugar na Polônia) e uma densidade populacional de 628 hab./km² (12.º lugar na voivodia de Santa Cruz e 509.º lugar na Polônia). Entre 2002–2024, o número de habitantes diminuiu 15,0%.
Os habitantes de Opatów constituem cerca de 12,20% da população do condado de Opatów, constituindo 0,51% da população da voivodia de Santa Cruz.
| Descrição                         | Total      | Total   | Mulheres   | Mulheres | Homens     | Homens  |
| --------------------------------- | ---------- | ------- | ---------- | -------- | ---------- | ------- |
| unidade                           | habitantes | %       | habitantes | %        | habitantes | %       |
| população                         | 5 875      | 100     | 3 146      | 53,5     | 2 729      | 46,5    |
| área                              | 9,4 km²    | 9,4 km² | 9,4 km²    | 9,4 km²  | 9,4 km²    | 9,4 km² |
| densidade populacional (hab./km²) | 628        | 628     | 336        | 336      | 292        | 292     |

## Monumentos históricos

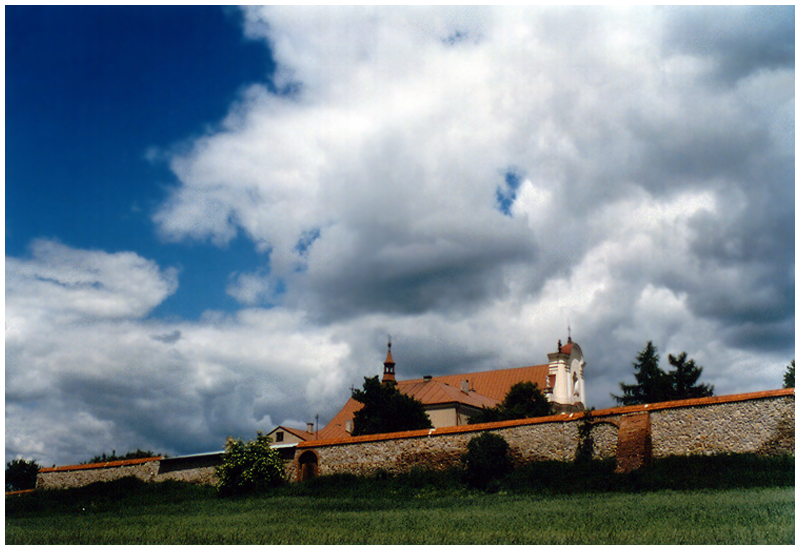
Mosteiro bernardino

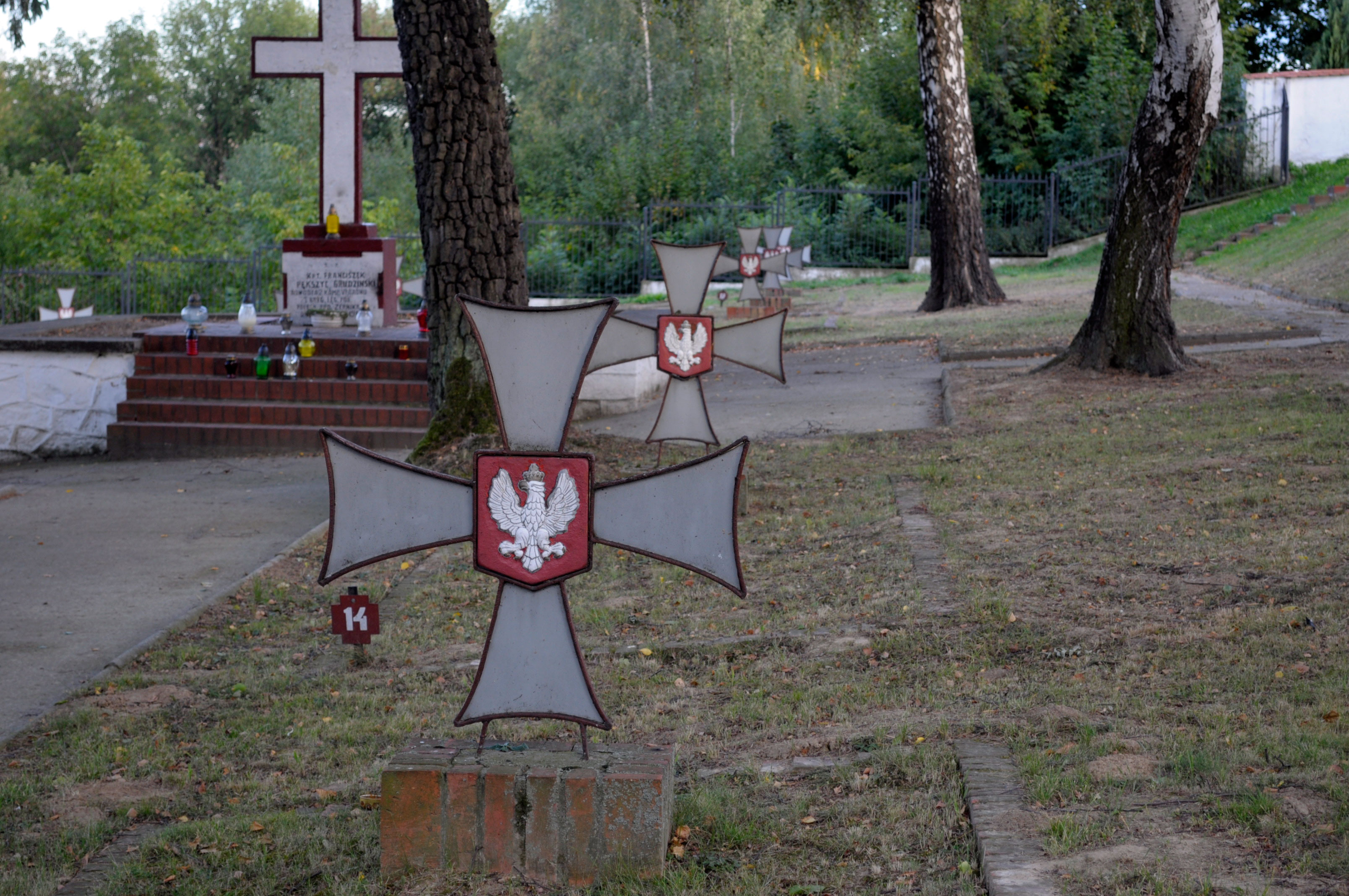
Cemitério da Primeira Guerra Mundial

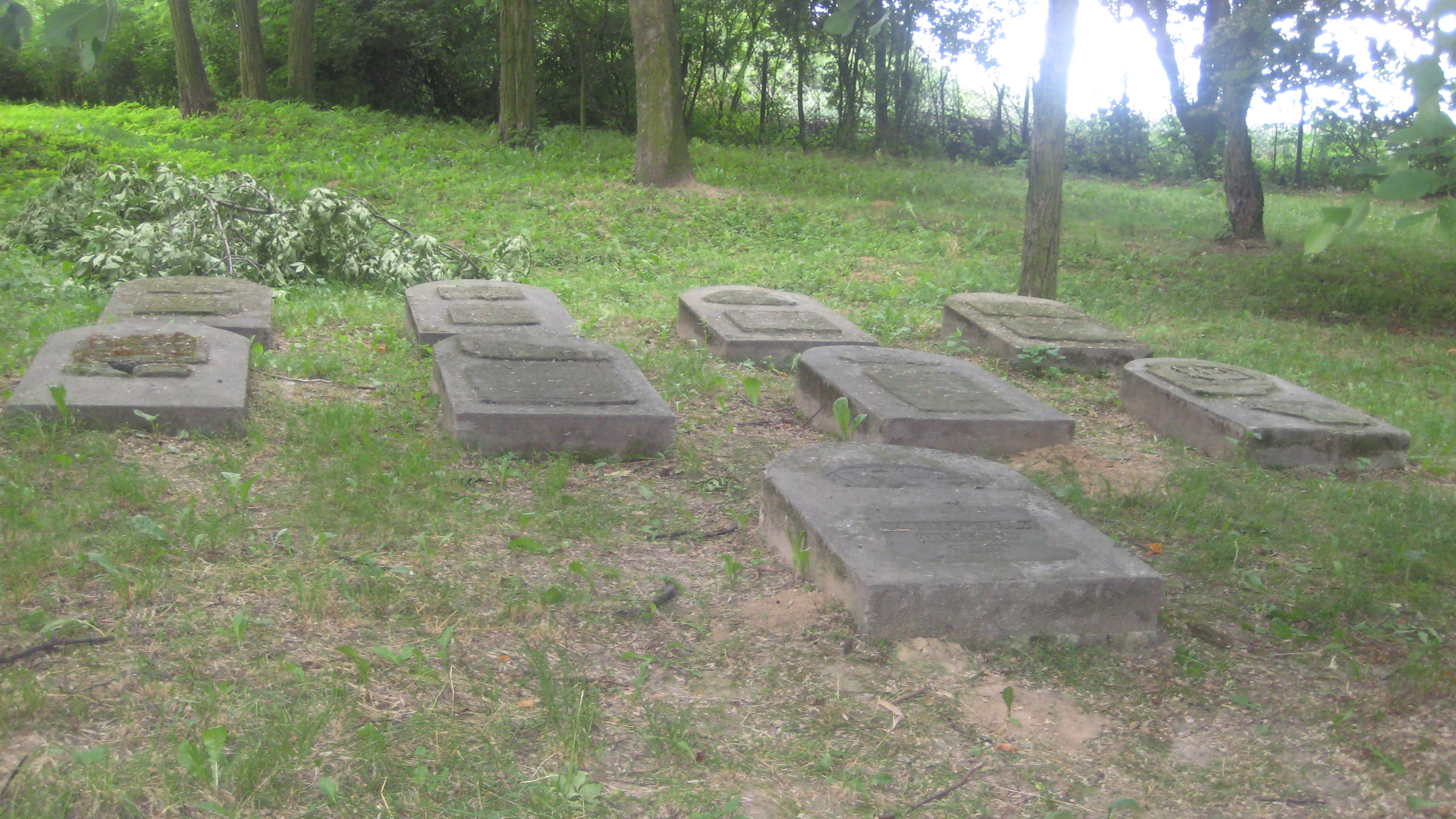
Matzeva judaica

Há vários edifícios históricos listados na cidade:
- Traçado urbano, inscrito no registro de monumentos imóveis.[25]
- Igreja colegiada de São Martinho, um templo românico que data da segunda metade do século XII, comemorando 800 anos de condição colegiada em 2006; ela abriga uma série de monumentos únicos, por exemplo, a fundição em bronze do Lamento de Opatów, representando o desespero de 41 moradores de Opatów após a morte de Krzysztof Szydłowiecki; ao lado da lápide do chanceler, há também a lápide de sua filha, bem como as lápides de seus dois filhos. Além disso, nas paredes da igreja colegiada, há pinturas que retratam cenas de batalhas famosas — o relevo de Viena, Psie Pole e Grunwald. Também são valiosos os bancos e o cadeiral do século XVIII, bem como o órgão, uma obra-prima da arte do órgão.[25]
- Restos das muralhas da cidade erguidas pelo chanceler Krzysztof Szydłowiecki com o único portão sobrevivente, o Portão Varsóvia.[25]
- Mosteiro barroco dos padres bernardinos erguido nos séculos XIV e XV no local do assentamento de Żmigród. Tornou-se famoso por sua defesa heroica durante a invasão tártara mencionada anteriormente no século XVI. Em seu interior, de particular interesse é o altar principal em rococó, os altares laterais ilusionistas, entre eles a Tapeçaria Mística, e as pinturas murais restauradas.[25]
- Subterrâneo de Opatów — um sistema de antigas adegas de comerciantes escavadas no loesse sob a antiga praça da cidade (Praça Obrońców Pokoju).
- Antiga sinagoga na rua Szeroka, perto da praça principal (atualmente inexistente).
- Casa com arcadas na praça principal, do século XVI, destruída durante a Segunda Guerra Mundial e reconstruída após a guerra, atual sede da prefeitura.[25]
- Capela de São João Nepomuceno da virada dos séculos XVIII e XIX — de madeira, com um dossel de telhas sob o qual há uma estátua do santo. Reformada na década de 1990 e novamente em 2012.
- Túmulo simbólico de Ludwik Topór-Zwierzdowski, insurgente de 1863[25]
- Túmulo dos insurgentes de 1863[25]
- Túmulo do padre Przybyłowski, insurgente de 1863[25]
- Cemitério paroquial[25]
- Cemitério de guerra da Primeira Guerra Mundial[25]
- Lapidário no terreno do antigo cemitério judeu, agora um parque municipal[25]

Subterrâneo de Opatów sob a praça principal — um sistema de antigas adegas de comerciantes escavadas em loesse e abertas ao público
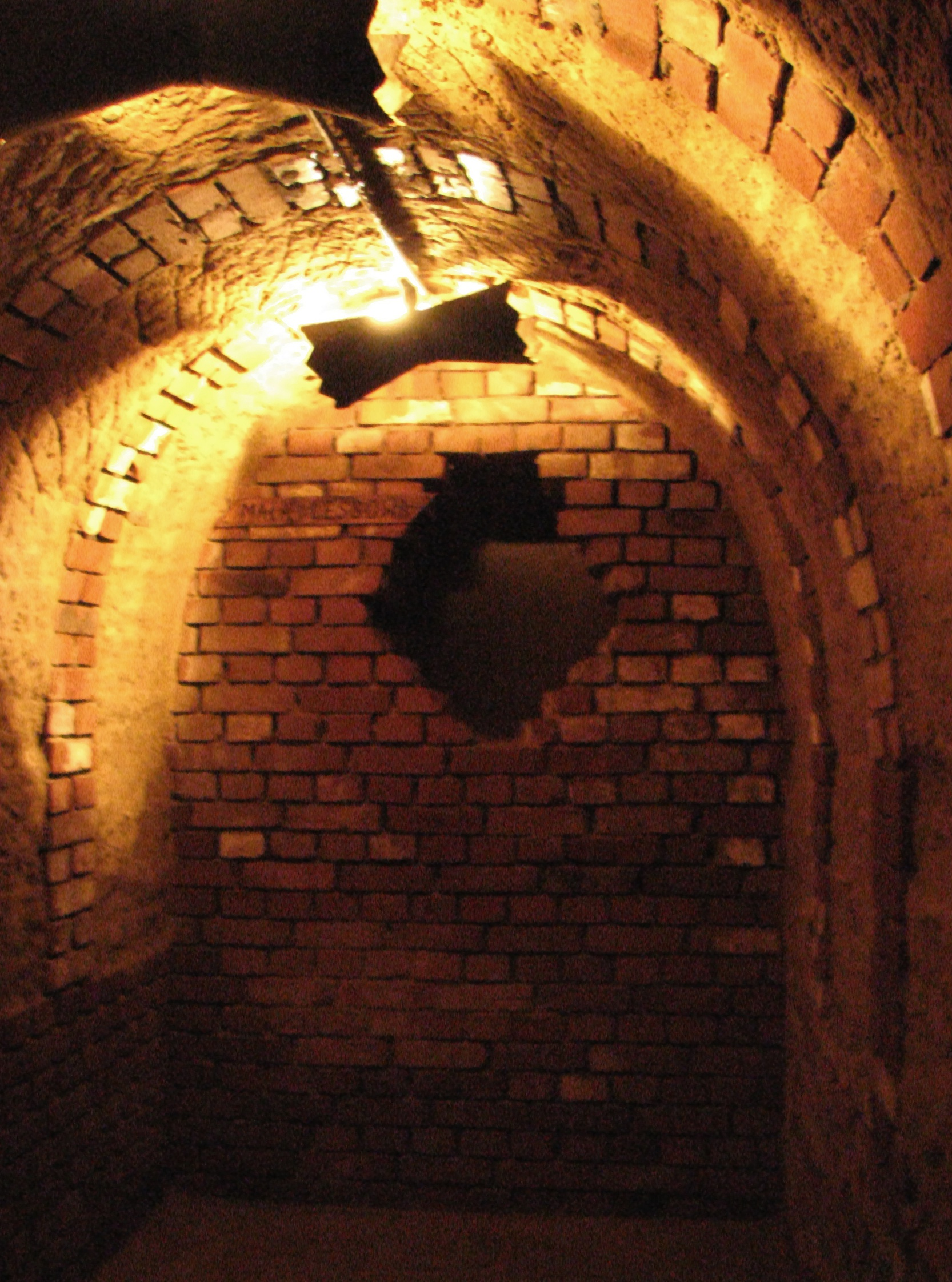
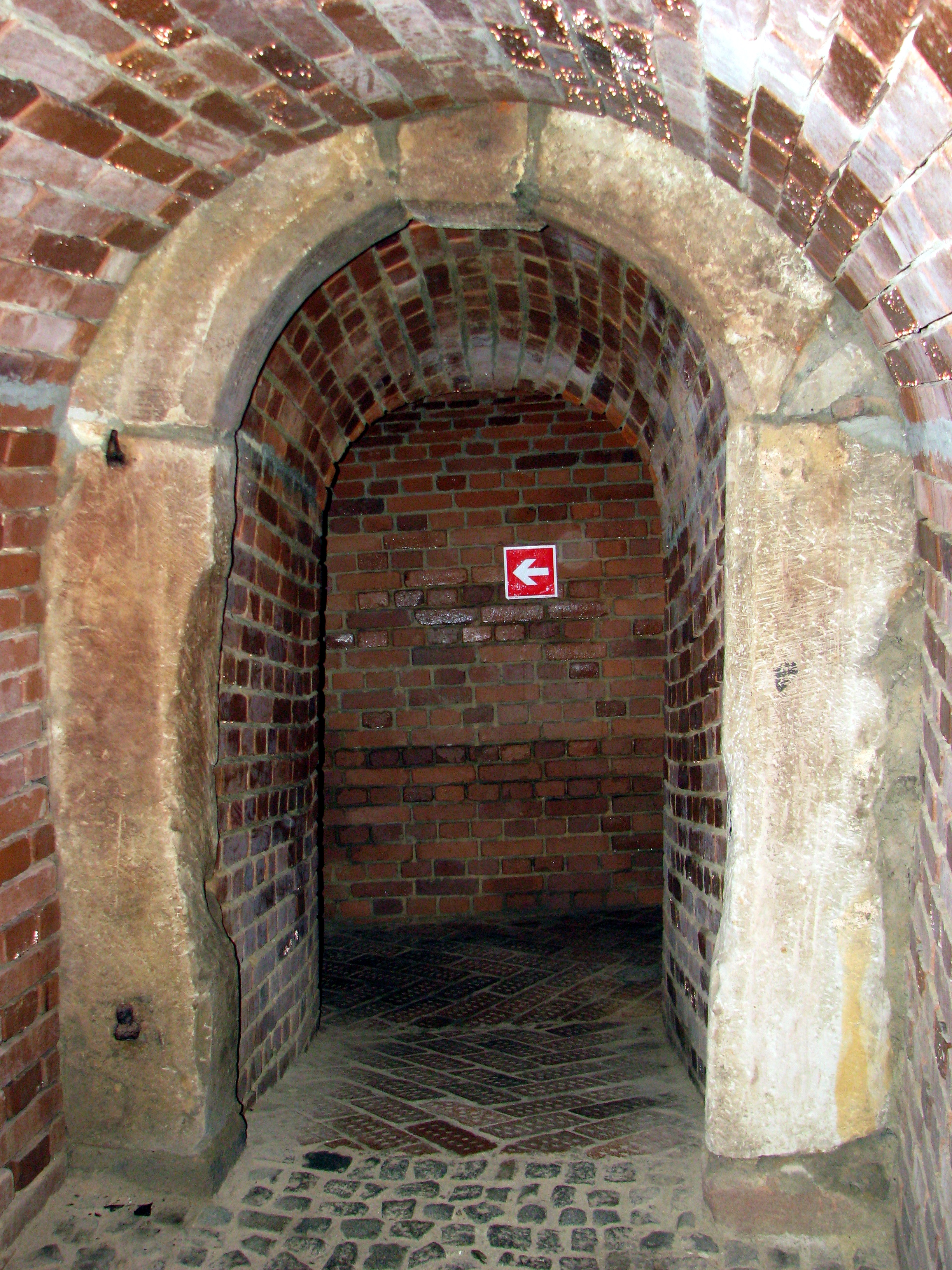
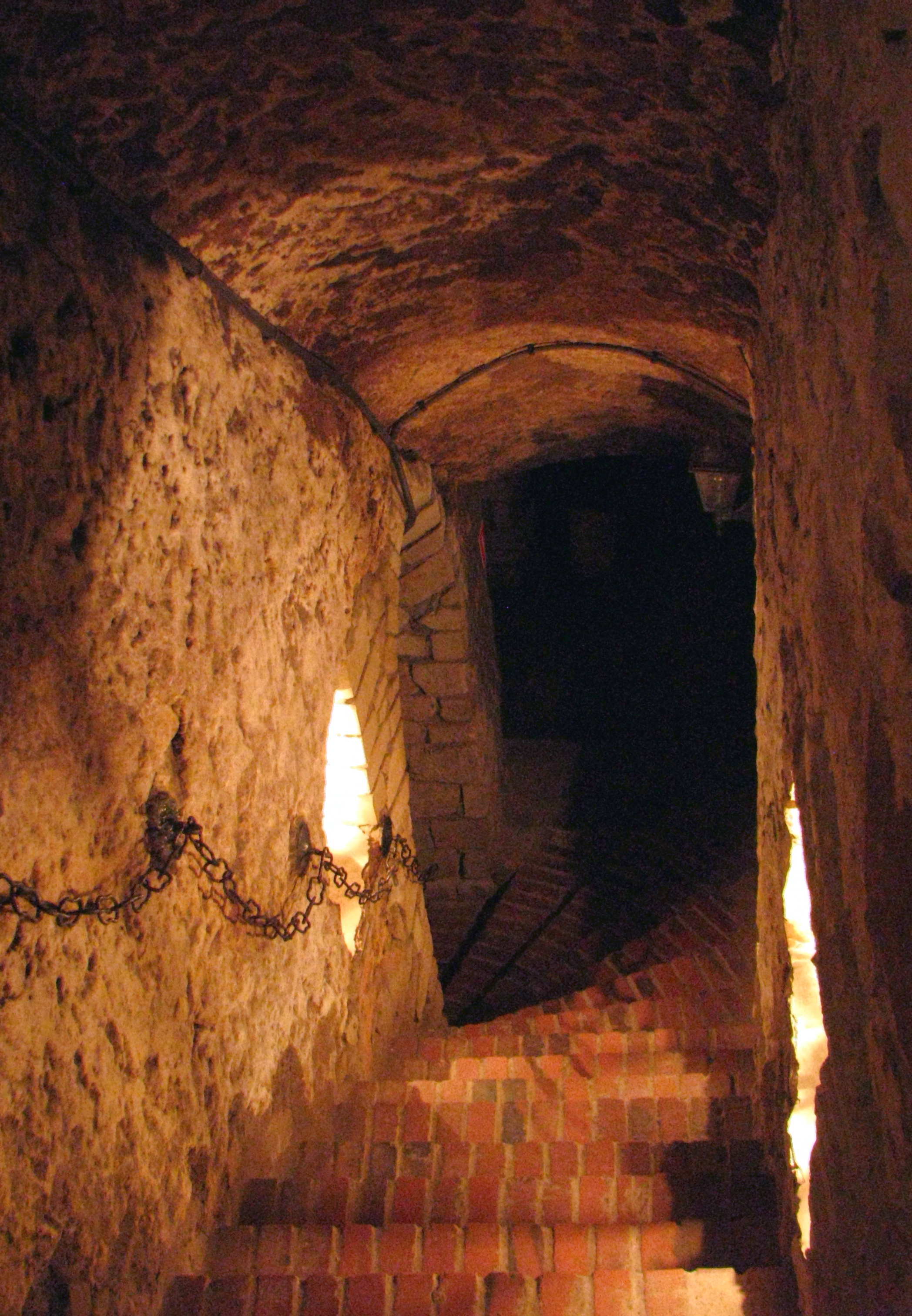
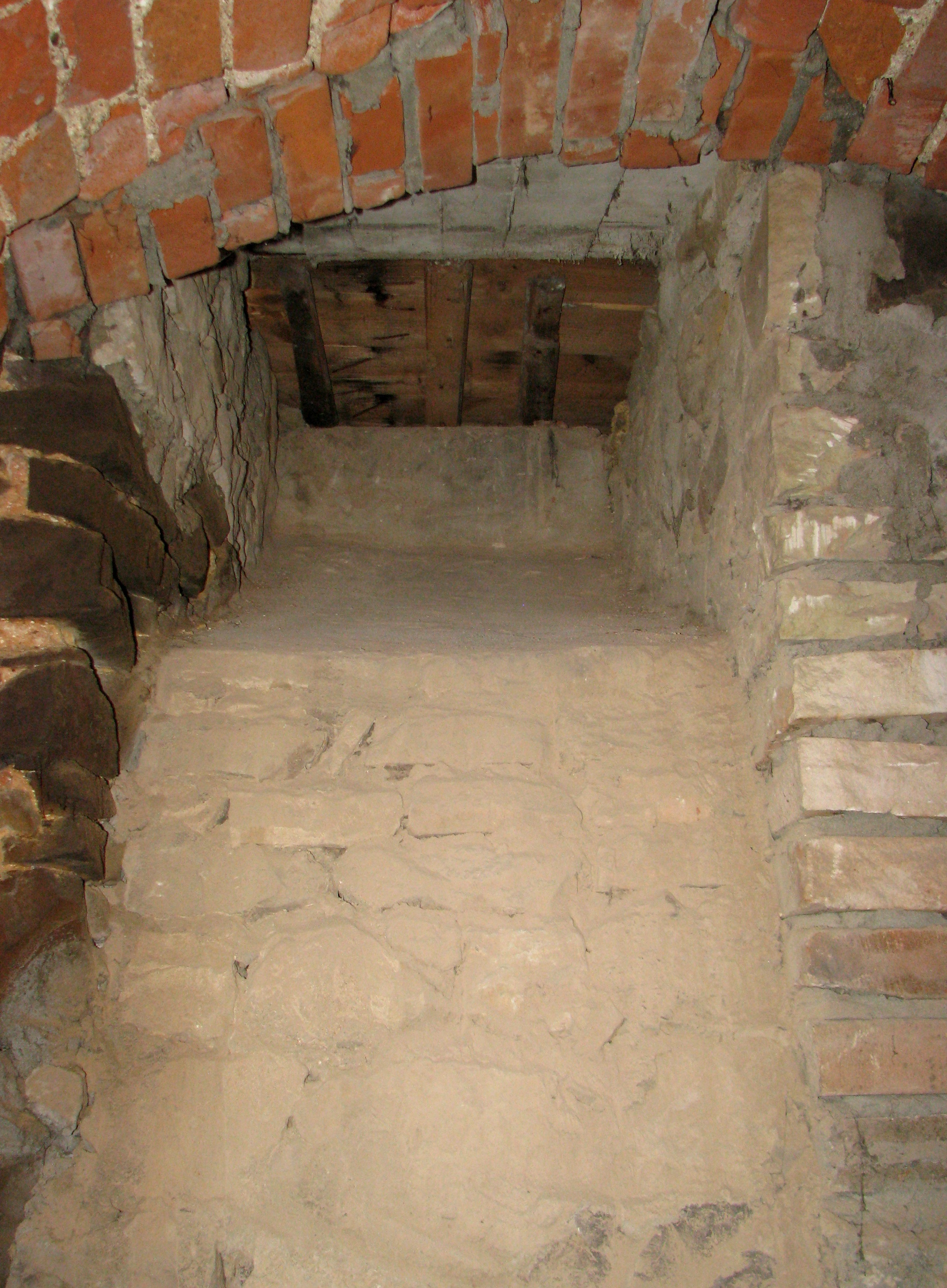
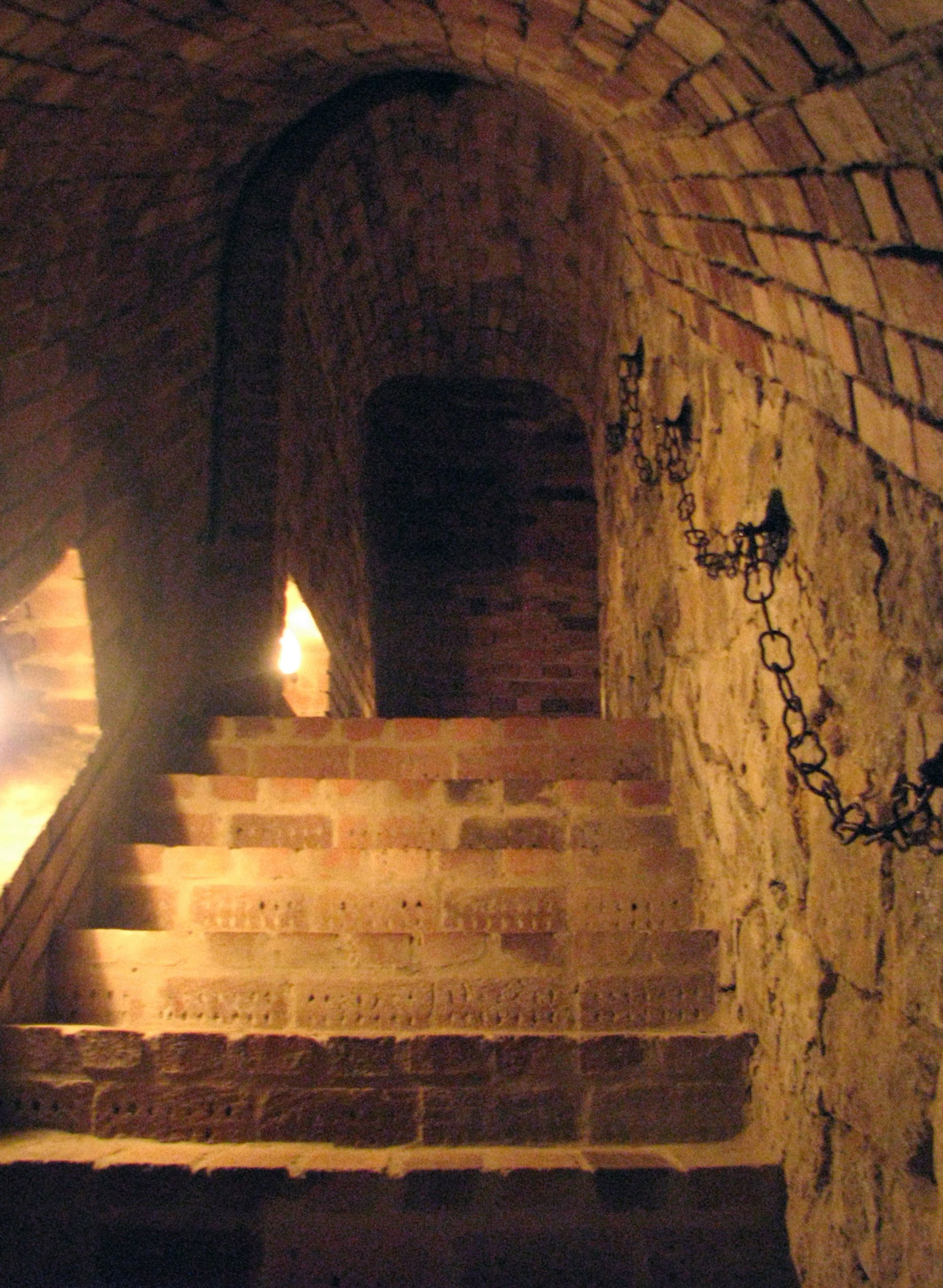

## Turismo

Opatów – planta da cidade

A  trilha turística azul de Gołoszyce até o vilarejo de Dwikozy passa por Opatów.
Opatów é o ponto de partida das trilhas de bicicleta:
- vermelha
- verde
- azul
- amarela para  Sandomierz
- preta para Nowa Słupia

## Esporte
A cidade tem um clube de futebol, o “OKS Opatów”, fundado em 1925, que joga na temporada 2024/2025 na Classe A, grupo de Sandomierz.

## Comunidades religiosas
- Igreja Católica de Rito Latino
  - Igreja paroquial da Assunção da Bem-Aventurada Virgem Maria[27]
  - Igreja paroquial de São Martinho[28]
- Testemunhas de Jeová
  - Igreja e Salão do Reino